# Titanoeca
Genre
Titanoeca est un genre d'araignées aranéomorphes de la famille des Titanoecidae.

## Distribution
Les espèces de ce genre se rencontrent en zone holarctique sauf Titanoeca guayaquilensis d'Équateur.

## Liste des espèces
Selon World Spider Catalog (version 24, 14/04/2023) :
- Titanoeca altaica Song & Zhou, 1994
- Titanoeca americana Emerton, 1888
- Titanoeca asimilis Song & Zhu, 1985
- Titanoeca brunnea Emerton, 1888
- Titanoeca caspia Ponomarev, 2020
- Titanoeca caucasica Dunin, 1985
- Titanoeca deltshevi Naumova, 2019
- Titanoeca eca Marusik, 1995
- Titanoeca flavicoma L. Koch, 1872
- Titanoeca gyirongensis Hu, 2001
- Titanoeca hispanica Wunderlich, 1995
- Titanoeca incerta (Nosek, 1905)
- Titanoeca intermedia Caporiacco, 1934
- Titanoeca lehtineni Fet, 1986
- Titanoeca lianyuanensis Xu, Yin & Bao, 2002
- Titanoeca liaoningensis Zhu, Gao & Guan, 1993
- Titanoeca mae Song, Zhang & Zhu, 2002
- Titanoeca minuta Marusik, 1995
- Titanoeca monticola (Simon, 1870)
- Titanoeca nigrella (Chamberlin, 1919)
- Titanoeca nivalis Simon, 1874
- Titanoeca praefica (Simon, 1870)
- Titanoeca quadriguttata (Hahn, 1833)
- Titanoeca schineri L. Koch, 1872
- Titanoeca sharmai (Bastawade, 2008)
- Titanoeca sibirica L. Koch, 1879
- Titanoeca spominima (Taczanowski, 1866)
- Titanoeca tristis L. Koch, 1872
- Titanoeca turkmenia Wunderlich, 1995
- Titanoeca ukrainica Guryanova, 1992
- Titanoeca veteranica Herman, 1879

## Systématique et taxinomie
Ce genre a été décrit par Thorell en 1870 dans les Agelenidae. Il est placé dans les Titanoecidae par Lehtinen en 1967.

## Publication originale
- Thorell, 1870 : « On European spiders. Part 2. » Nova acta Regiae Societatis Scientiarum Upsaliensis, sér. 3, vol. 7, p. 109-242 (texte intégral).